# Johann Holzapfel
Johann Holzapfel (getauft 12. Dezember 1678 in Prittriching; † 18. November 1747 in Bobingen) war ein deutscher Maurermeister und Baumeister der Barockzeit.

## Leben

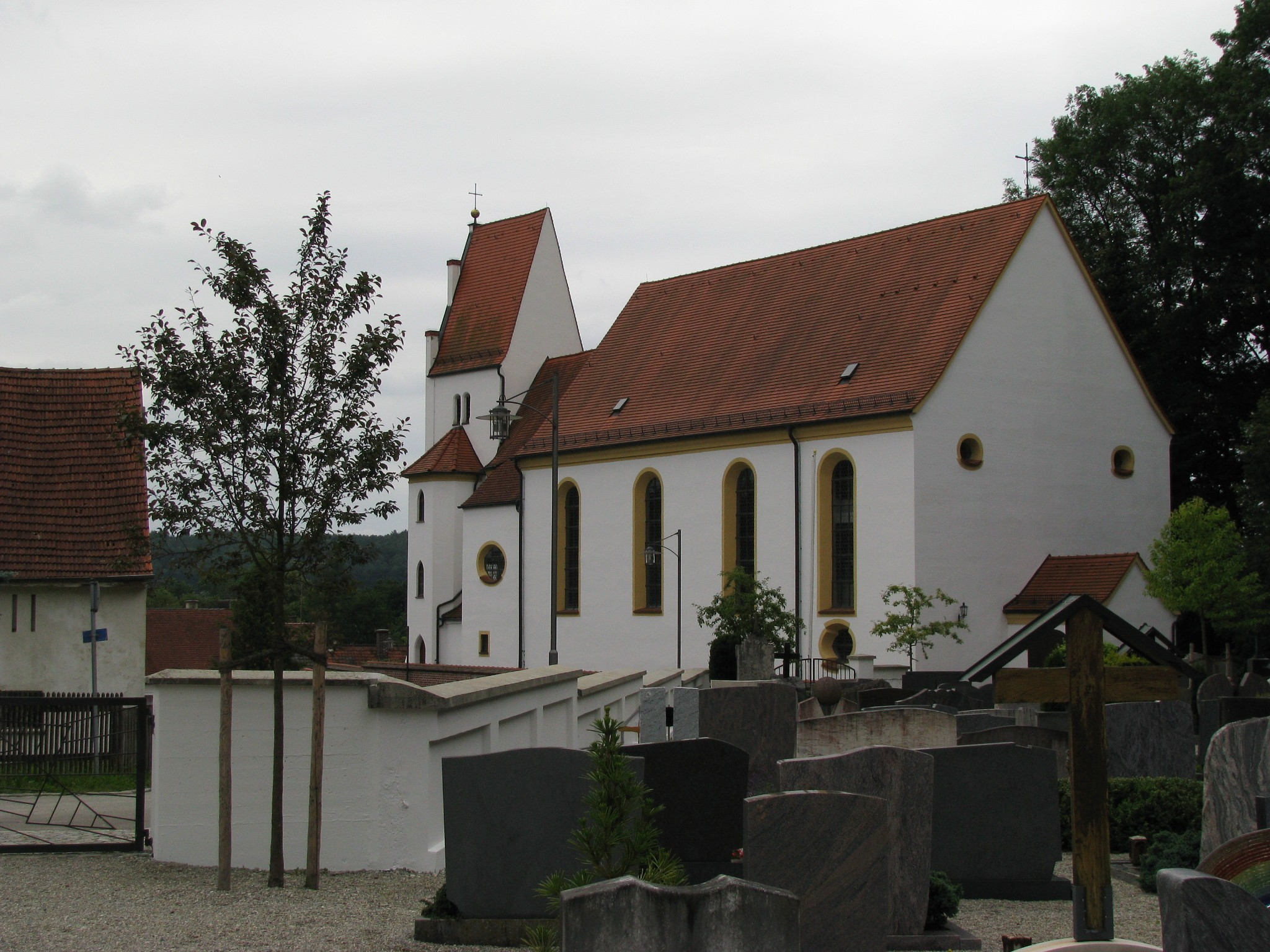
Pfarrkirche St. Stephan Hainhofen

Johann Holzapfel war Mitglied einer alten weitverzweigten Maurerfamilie und wurde im oberbayerischen Prittriching als ältester Sohn des Maurermeisters Georg Holzapfel († 1704) und der Barbara geb. Müller († 1694), der Tochter des Bobinger Schusters Christoph Müller († 1676), geboren. Die Familie zog später nach Bobingen. Dort war sein Vater an Maßnahmen zum Umbau der St. Wolfgang und Wendelin beteiligt. Holzapfel erlernte vermutlich bei seinem Vater das Maurerhandwerk und legte die Meisterprüfung ab. Er wurde hauptsächlich als Baumeister von Sakralbauten in der Umgebung von Augsburg bekannt. 1717 war er am Umbau der nicht mehr erhaltenen Kapelle St. Radegundis in Bergheim beschäftigt. Als seinem Hauptwerk gilt die Neuerrichtung des Langhauses und Chores der Pfarrkirche St. Stephan in Hainhofen, womit man ihn 1718 beauftragte. 1732 war Holzapfel als Meister beim Neubau der St.-Oswald-Kirche in Leitershofen tätig. Er starb im Jahre 1747 im Alter von 68 Jahren in Bobingen. Sein jüngerer Bruder war der Maurermeister Martin Holzapfel (1683–1752), der 1719 die Renovierung und Barockisierung der Pfarrkirche St. Felizitas in Bobingen leitete. Sein Sohn gleichen Namens war Maurermeister in Mertingen. Die Familie übte dort über Generationen den Beruf des Maurermeisters und Karminfegers aus. Andere Nachkommen ließen sich als Kleinbauern in Zusamaltheim und Langweid nieder.

## Familie
Johann Holzapfel heiratete in erster Ehe 1704 Magdalena Müller aus Bobingen (1679–1717) in zweiter Ehe 1717 Theresia Zech († 1729) aus Bobingen und in dritter Ehe 1730 Susanna Obert aus Augsburg († 1749). Aus den Ehen gingen 14 Kinder hervor, darunter:
- Joseph (* 1706), in Oberottmarshausen ansässig; ⚭ Maria.

- Georg (* 1707), Wirt in Oberottmarshausen.
- Anna Maria (* 1708), ⚭ Joseph Söldner
- Johann (1711–1784), Maurermeister in Mertingen; 1.⚭ um 1733 Barbara († 1757); 2.⚭ 1758 Theresia Bertenbreiter († 1766); 3.⚭ 1767 Franziska Kratzer († 1792).
- Lampert (1713–1738), starb ledig in Mertingen.
- Kilian (* 1720), übernahm 1746 die väterliche Sölde in Bobingen.